# Florian Radu
Florian Radu (Bukarest, 1920. április 8. – 1991. november 10.) román válogatott labdarúgó, edző.

## Pályafutása

### Klubcsapatokban
Radu labdarúgó-pályafutását kisebb román Rapid București, 1939 és 1947 között hetvennégy bajnoki mérkőzésen harmincöt gólt szerzett. Az 1947–1948-as szezonban a magyar élvonalbeli Szentlőrinc játékosa volt. 1949-ben öt bajnoki mérkőzésen két gólt szerzett az olasz AS Roma színeiben. Radu Olaszországban megfordult még a Cosenza és a Marsala csapatánál, utóbbi csapattól vonult vissza 1951-ben.

### A válogatottban
1942-ben egy alkalommal pályára lépett a román válogatottban.

#### Mérkőzései a román válogatottban
| #  | Dátum             | Ellenfél     | Eredmény | Kiírás              | Esemény |
| -- | ----------------- | ------------ | -------- | ------------------- | ------- |
| 1. | 1942. október 11. | Horvátország | 2 – 2    | barátságos mérkőzés | 28'     |

### Edzőként
1956 és 1957 között a francia SAS Épinal edzője volt.

## Sikerei, díjai
Játékosként
- Román kupa
  - győztes: 1939–40, 1940–41, 1941–42